# Skärgölen (Källeryds socken, Småland)
Skärgölen är en sjö i Gnosjö kommun i Småland och ingår i Nissans huvudavrinningsområde.